# Poecilia velifera
Poecilia velifera Regan, 1914 è un pesce d'acqua dolce appartenente alla famiglia Poeciliidae.

## Distribuzione e habitat
Questa specie è diffusa nelle acque dolci del Messico sudorientale.

## Descrizione
Il corpo del maschio ha forme rettangolari, con testa appuntita e fianchi compressi. La pinna dorsale è alta e ampia, erettile, composta da 19 raggi. La coda è a delta, ampia, così come le pettorali. Le pinne ventrali sono piccole, vicine al gonopodio. La femmina è più snella, con ventre arrotondato e pinne più corte. 
La livrea originaria prevede un colore di fondo verde-azzurro, con squame colorate di scuro formanti righe puntinate. Le pinne sono altrettanto colorate. 
 
Il maschio raggiunge una lunghezza di 15 cm, la femmina è più grossa, arrivando a 18 cm.
Specie assai simile è Poecilia latipinna, con il quale questo Molly viene spesso confuso.

## Riproduzione
La fecondazione è interna, ed avviene grazie al gonopodio, organo riproduttore del maschio. La femmina cova internamente le uova, partorendo avannotti (da 10 a 100) già formati quando le uova si schiudono, dopo 28-32 giorni.
Sia in natura (a causa degli areali d'origine sovrapposti) che in cattività è possibile che si incroci con altre specie di Molly, dando origine a ibridi fecondi.

## Alimentazione
P. velifera ha dieta onnivora, si nutre di crostacei, vermi, insetti e alghe.

## Acquariofilia
È uno dei Poecilidi più allevati in acquario. 

La selezione da parte dell'uomo per la vendita come pesce d'acquario ha portato a esemplari intensamente colorati (bianchi, neri, gialli, rossi, screziati) e con forme dalle pinne a velo e a lira. 

Può vivere e riprodursi sia in acqua dolce che in acqua salmastra.